# Генетичний код

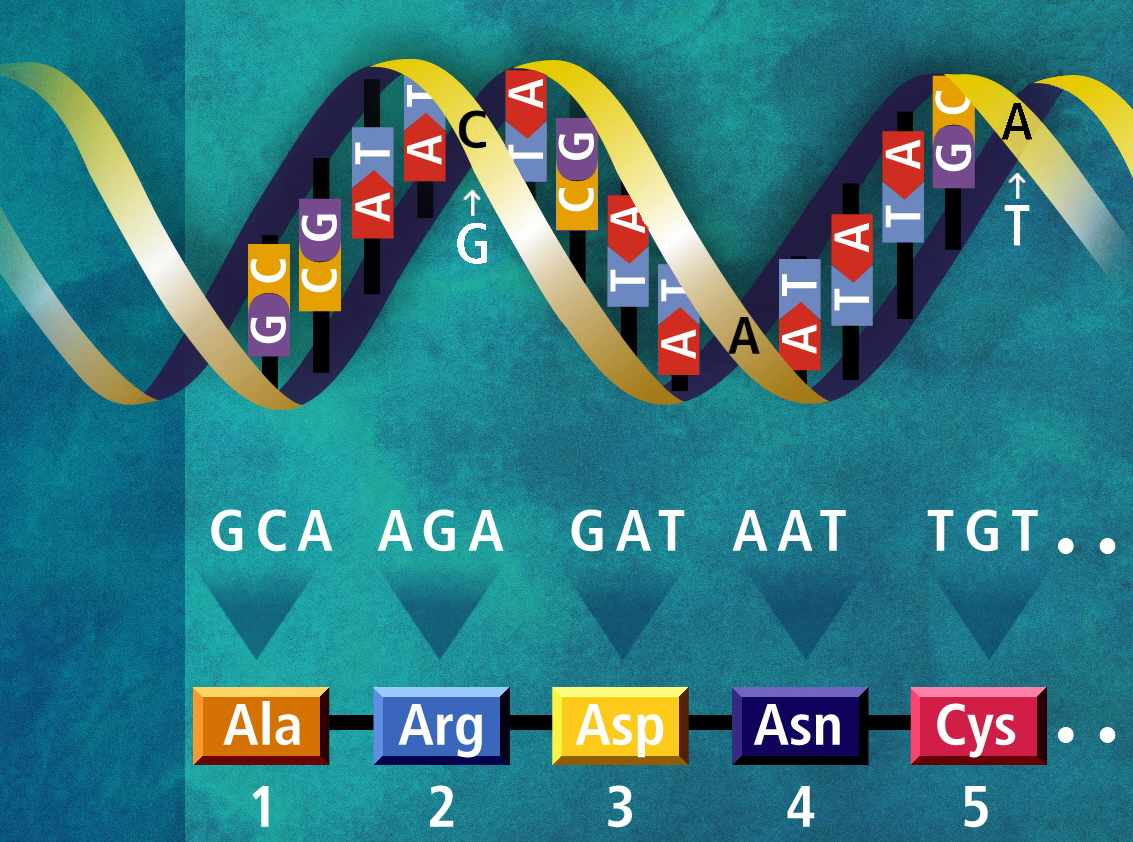
Генетичний код

Генети́чний код  — певна відповідність між послідовністю нуклеотидів в молекулі ДНК (мРНК) і послідовністю амінокислот в молекулі білка, яка нею кодується. Ця система правил розташування нуклеотидів в молекулах нуклеїнових кислот (ДНК і РНК) надає всім живим організмам можливість кодування амінокислотної послідовності білків за допомогою послідовності нуклеотидів.
У ДНК використовується чотири нуклеотиди — аденін (А), гуанін (G), цитозин (С) і тимін (T), які в україномовній літературі також часто позначаються літерами А, Г, Ц і Т відповідно. Ці букви складають «алфавіт» генетичного коду. У РНК використовуються ті ж нуклеотиди, за винятком тиміну, який замінений схожим нуклеотидом, — урацилом, який позначається буквою U (або У в україномовній літературі). У молекулах ДНК і РНК нуклеотиди складають ланцюжки й, таким чином, інформація закодована у вигляді послідовності генетичних «букв».

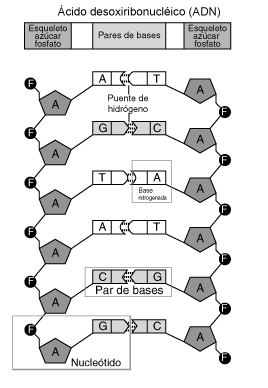
Комплементарні нуклеотиди

Для синтезу білків у природі використовуються 20 різних амінокислот. Кожен білок є ланцюжком або декількома ланцюжками амінокислот в строго певній послідовності. Ця послідовність називається первинною структурою білка, що також значною мірою визначає всю будову білка, а отже і його біологічні властивості. Набір амінокислот також універсальний для переважної більшості живих організмів.
Експресія генів або реалізація генетичної інформації у живих клітинах (зокрема синтез білка, що кодується геном) здійснюється за допомогою двох основних матричних процесів: транскрипції (тобто синтезу мРНК на матриці ДНК) і трансляції генетичного коду в амінокислотну послідовність (синтез поліпептидного ланцюжка на матриці мРНК). Для кодування 20 амінокислот, а також стоп-сигналу, що означає кінець білкової послідовності, достатньо трьох послідовних нуклеотидів. Набір з трьох нуклеотидів називається кодоном. Прийняті скорочення, що відповідають амінокислотам і кодонам, зображені на малюнку.

## Властивості генетичного коду
- Триплетність — три послідовно розміщені нуклеотиди кодують одну з 20 амінокислот, які разом утворюють триплет, або кодон.
- Безперервність — кодони не розділяються між собою, тобто інформація зчитується безперервно. Кожний з кодонів не залежить один від одного і під час біосинтезу зчитується повністю.
- Дискретність — один і той самий нуклеотид не може входити одночасно до складу двох або більш кодонів.
- Специфічність — кожний кодон може кодувати лише одну амінокислоту. Завдяки цьому генетичний код не перекривається.
- Виродженість — одна і та ж амінокислота може кодуватися декількома різними кодонами.
- Колінеарність — послідовність кодонів нуклеотидів точно відповідає послідовності амінокислотних залишків у поліпептиді
- Наявність термінальних кодонів — беззмістовних, або стоп-кодонів, які не здатні кодувати амінокислоти. Вони виконують функцію роздільника між двома ланцюгами кодонів та переривають синтез поліпептиду.
- Універсальність — єдиний генетичний код є, практично, однаковим в організмах різного рівня складності — від вірусів до людини (хоча існують кілька інших, менш поширених варіантів генетичного коду, див. список на сайті NCBI Taxonomy [Архівовано 1 червня 2009 у Wayback Machine.]).

## Варіанти генетичного коду
Більшість організмів переважно користуються одним варіантом коду, так званим «стандартним кодом», проте це не завжди є правилом. Перший приклад відхилення від стандартного генетичного коду був відкритий в 1979 році при дослідженні генів мітохондрій людини. Відтоді було знайдено декілька подібних варіантів, включаючи різні альтернативні коди мітохондрій, наприклад, прочитування стоп-кодону стандартного коду UGA як кодону, що визначає триптофан у мікоплазм. У бактерій і архей GUG і UUG часто використовуються як стартові кодони. В деяких випадках гени починають кодувати білок зі старт-кодону, який відрізняється від зазвичай використовуваного цим видом. У деяких білках нестандартні амінокислоти, такі як селеноцистеїн і піролізин вставляються рибосомою, під час зчитування стоп-кодону за умовами наявності певних послідовностей в мРНК після кодону. Селенцистеїн часто розглядають як 21-шу, а піролізин — 22-гу амінокислоту, що входять до складу білків.

## Таблиця кодонів РНК
| неполярні | полярні | основні | кислотні | (стоп-кодон) |

|               |   | 2ий нуклеотид | 2ий нуклеотид       | 2ий нуклеотид | 2ий нуклеотид   | 2ий нуклеотид | 2ий нуклеотид                | 2ий нуклеотид | 2ий нуклеотид     |
| U             | U | C             | C                   | A             | A               | G             | G                            |               |                   |
| ------------- | - | ------------- | ------------------- | ------------- | --------------- | ------------- | ---------------------------- | ------------- | ----------------- |
| 1ий нуклеотид | U | UUU           | (Фен/F) Фенілаланін | UCU           | (Сер/S) Серин   | UAU           | (Тир/Y) Тирозин              | UGU           | (Цис/C) Цистеїн   |
| 1ий нуклеотид | U | UUC           | (Фен/F) Фенілаланін | UCC           | (Сер/S) Серин   | UAC           | (Тир/Y) Тирозин              | UGC           | (Цис/C) Цистеїн   |
| 1ий нуклеотид | U | UUA           | (Лей/L) Лейцин      | UCA           | (Сер/S) Серин   | UAA           | Стоп-кодон                   | UGA           | Стоп-кодон        |
| 1ий нуклеотид | U | UUG           | (Лей/L) Лейцин      | UCG           | (Сер/S) Серин   | UAG           | Стоп-кодон                   | UGG           | (Трп/W) Триптофан |
| 1ий нуклеотид | C | CUU           | (Лей/L) Лейцин      | CCU           | (Про/P) Пролін  | CAU           | (Гіс/H) Гістидин             | CGU           | (Арг/R) Аргінін   |
| 1ий нуклеотид | C | CUC           | (Лей/L) Лейцин      | CCC           | (Про/P) Пролін  | CAC           | (Гіс/H) Гістидин             | CGC           | (Арг/R) Аргінін   |
| 1ий нуклеотид | C | CUA           | (Лей/L) Лейцин      | CCA           | (Про/P) Пролін  | CAA           | (Глн/Q) Глутамін             | CGA           | (Арг/R) Аргінін   |
| 1ий нуклеотид | C | CUG           | (Лей/L) Лейцин      | CCG           | (Про/P) Пролін  | CAG           | (Глн/Q) Глутамін             | CGG           | (Арг/R) Аргінін   |
| 1ий нуклеотид | A | AUU           | (Іле/I) Ізолейцин   | ACU           | (Тре/T) Треонін | AAU           | (Асн/N) Аспарагін            | AGU           | (Сер/S) Серин     |
| 1ий нуклеотид | A | AUC           | (Іле/I) Ізолейцин   | ACC           | (Тре/T) Треонін | AAC           | (Асн/N) Аспарагін            | AGC           | (Сер/S) Серин     |
| 1ий нуклеотид | A | AUA           | (Іле/I) Ізолейцин   | ACA           | (Тре/T) Треонін | AAA           | (Ліз/K) Лізин                | AGA           | (Арг/R) Аргінін   |
| 1ий нуклеотид | A | AUG[A]        | (Мет/M) Метіонін    | ACG           | (Тре/T) Треонін | AAG           | (Ліз/K) Лізин                | AGG           | (Арг/R) Аргінін   |
| 1ий нуклеотид | G | GUU           | (Вал/V) Валін       | GCU           | (Ала/A) Аланін  | GAU           | (Асп/D) Аспарагінова кислота | GGU           | (Глі/G) Гліцин    |
| 1ий нуклеотид | G | GUC           | (Вал/V) Валін       | GCC           | (Ала/A) Аланін  | GAC           | (Асп/D) Аспарагінова кислота | GGC           | (Глі/G) Гліцин    |
| 1ий нуклеотид | G | GUA           | (Вал/V) Валін       | GCA           | (Ала/A) Аланін  | GAA           | (Глу/E) Глутамінова кислота  | GGA           | (Глі/G) Гліцин    |
| 1ий нуклеотид | G | GUG           | (Вал/V) Валін       | GCG           | (Ала/A) Аланін  | GAG           | (Глу/E) Глутамінова кислота  | GGG           | (Глі/G) Гліцин    |

A  Кодон AUG кодує амінокислоту метіонін, а також слугує як сайт ініціації трансляції.

Діаграма генетичного коду